# مجموعة حيوانية
المجموعة الحيوانية أو الوحيش أو الفَونة أو العُطُم مصطلح يستخدم للإشارة إلى كافة الحيوانات الموجودة في منطقة جغرافية محددة، أو ضمن فترة زمنية محددة وذلك حسب السياق. يقابل هذا المصطلح بالنسبة للنباتات كلمة نبيت (فلورا).
يطلق على مجموع النبيت والمجموعات الحيوانية والكائنات الأخرى مثل الطحالب الاسم الجامع الشامل وهو الحيويات.

## اقرأ أيضاً
- حيويات
- نبيت
- علم التصنيف
- موئل حيوي